# 클레이 에이킨
클레이 에이킨(Clay Aiken, 1978년 11월 30일 ~ )은 미국의 가수, 작가, 배우, 정치인으로, 《아메리칸 아이돌 시즌 2》의 준우승자이다. 《아메리칸 아이돌 시즌 2》의 우승자 루벤 스터다드와 함께 RCA 레코드회사와 계약을 하였다. 네 장의 정규 앨범을 내었으며 On My Way Here를 마지막으로 RCA 레코드회사를 떠나 데카 레코드와 계약을 체결하였다. 데카 레코드에서의 첫 앨범 "Tried and True" 2010년 6월 1일, 두번째 앨범 "Steadfast"는 2012년 3월 26일에 발매하였다
 클레이 에이킨은 2014년 노스캐롤라이주 민주당 하원 의원 후보로 출마하였으나 41%의 지지율을 얻으며 공화당 후보 앨머스에게 패배하였다.
대표곡으로는 This is the night, with out you, invisible 등이 있다.

## 음반 목록
정규 음반
- 2010년 <Tried&True>
- 2009년 <Playlist: The Very Best Of Clay Aiken>
- 2008년 <On my way here>
- 2006년 <A Thousand Different Ways>
- 2004년 <Merry Christmas With Love>
- 2004년 <Measure Of A Man>

싱글 음반
- 2011년 <Bring Back My Love>
- 2008년 <On my way here>
- 2007년 <A Thousand Days>
- 2006년 <Without You">
- 2005년 <Mary, Did You Know?>

<Have Yourself a Merry Little Christmas>

<Hark the Herald Angels Sing /O Come All Ye Faithful>

<O Holy Night>

## 투어
- "Joyful Noise 2012"
- "Tried and True"
- "Christmas In The Heartland"
- "Jukebox Tour"
- "The Joyful Noise Tour"
- "Independent Tour"

## DVD
- 2010년 Tried and True Live
- 2004년 A Clay Aiken Christmas

## invisible
클레이 에이킨의 색다른 모습을 보여준 곡으로 1집에 담겨있다. 당시 사람들은 클레이에이킨의 색다른 모습에 의아한 반응을 보였으나
이내 빌보드 Hot 100에 7위에 랭크되는등 인기를 보였고 이곡은 클레이에이킨의 베스트셀링곡 this is the night 보다도 더 오래 , 꾸준히 히트하였다.
빌보드 뮤직 어워드에서도 이 곡을 불러 화제가 되었다.